# The Good Cop
The Good Cop é uma série de televisão americana de comédia-drama  criada por Andy Breckman baseado no show israelense de mesmo nome criado por Erez e Tomer Aviram e produzido por Yoav Gross. A primeira temporada é composta por dez episódios lançados na Netflix. A série estreou em 21 de setembro de 2018.

## Elenco

### Regular
- Tony Danza como Tony Caruso Sr.
- Josh Groban como Tony Caruso Jr.
- Monica Barbaro como Cora Vasquez
- Isiah Whitlock Jr. como Burl Loomis

### Recorrente
- Frank Whaley como Joseph Privett

## Episódios
| N.º | Título                                | Dirigido por    | Escrito por      | Exibição original      |
| --- | ------------------------------------- | --------------- | ---------------- | ---------------------- |
| 1   | "Who Framed the Good Cop?"            | Randy Zisk      | Andy Breckman    | 21 de setembro de 2018 |
| 2   | "What Is the Supermodel's Secret?"    | Randy Zisk      | Andy Breckman    | 21 de setembro de 2018 |
| 3   | "Who Is the Ugly German Lady?"        | Alex Hardcastle | David Breckman   | 21 de setembro de 2018 |
| 4   | "Will the Good Cop Bowl 300?"         | Rodrigo García  | Andy Breckman    | 21 de setembro de 2018 |
| 5   | "Will Big Tony Roll Over?"            | Kevin Hooks     | Jonathan Collier | 21 de setembro de 2018 |
| 6   | "Did the TV Star Do It?"              | Silver Tree     | Andy Breckman    | 21 de setembro de 2018 |
| 7   | "Who Killed the Guy on the Ski Lift?" | Kevin Hooks     | Hy Conrad        | 21 de setembro de 2018 |
| 8   | "Will Cora Get Married?"              | Neema Barnette  | Andy Breckman    | 21 de setembro de 2018 |
| 9   | "Why Kill a Busboy?"                  | Rebecca Asher   | Jonathan Collier | 21 de setembro de 2018 |
| 10  | "Who Cut Mrs. Ackroyd in Half?"       | Randy Zisk      | Andy Breckman    | 21 de setembro de 2018 |

## Produção
A Netflix anunciou a nova série em junho de 2017. O programa estrelará Tony Danza como "um desonrado ex-oficial do NYPD que nunca seguiu as regras", e Josh Groban como seu filho, Tony Jr., "um serio, obsessivo detetive honesto da polícia de Nova York que faz questão de sempre seguir as regras. O show foi criado e será escrito por Andy Breckman, que criou e escreveu a série Monk da USA Network, ganhadora do Emmy Award.
Os personagens principais são os policiais pai e filho, Tony Caruso Sr. e Jr., que moram juntos. Tony Sr. (Danza) foi expulso da lei por violações crônicas da política departamental, enquanto seu filho, Tony Jr. (Groban), obedece a procedimentos departamentais. Na série, de acordo com a Netflix, "esta 'estranha dupla' se tornam parceiros não oficiais, pois Tony Sr. oferece seu filho excessivamente cauteloso, conselhos de rua sobre tudo, desde lidar com suspeitos até lidar com mulheres."
Danza, um nova-iorquino nativo, faz parte do conselho de diretores da Liga Atlética da Polícia da cidade, e "poderá aproveitar sua conexão real com o NYPD" para desenvolver seu caráter e seu papel. A primeira temporada está sendo filmada em vários bairros do Brooklyn.
Sobre a série, Breckman disse: "Muitos programas policiais apresentam material obscuro e provocativo: assassinos psico-sexuais, detetives distorcidos, sombrios e imperfeitos. Muitos abordam os assuntos mais controversos do dia. Eu assisto muitos deles. Deus os abençoe. Mas o show que eu quero produzir é brincalhão, familiar, e uma celebração da velha resolução de quebra-cabeças. "
A música para a série está sendo composta por Pat Irwin.